# 小行星7219
小行星7219（英語：7219 Satterwhite）是一颗围绕太阳公转的小行星。1981年3月3日，舒爾特·巴斯在赛丁泉山发现了此天体。
这颗小行星的绝对星等为48.66890335804508等。